# Dino Boselli
Pour les articles homonymes, voir Boselli.
Dino Boselli, né le 10 février 1958, est un ancien joueur de basket-ball italien. Il évolue aux postes de meneur et d'arrière. Il est le frère de Franco Boselli.

## Palmarès
- Coupe des coupes 1976
- Finaliste des Jeux méditerranéens de 1983